# Горовастица (деревня, Осташковский район)
Горовастица — деревня в Осташковском районе Тверской области (Россия). Входит в состав Щучьенского сельского поселения.
Находится в 34 километрах к северо-востоку от города Осташков. Расположена на открытой вершине пологого холма, возвышающегося на северо-востоке от озера Каменного. Связана полукилометровой проселочной дорогой только со станцией Горовастица на железной дороге «Бологое—Осташков—Великие Луки». Связь с селом Щучье, лежащим в 5 км к западу от деревни и имеющим регулярное автобусное сообщение с Осташковом — только верхом на лошади по труднопроходимым лесным дорогам вокруг озера или через Лукьяново. Автолавка не приезжает. По железной дороге до Осташкова 35 км — дальше, чем до Фирова (15 км) — центра соседнего района.
Население по переписи 2002 года — 32 человека, 12 мужчин, 20 женщин.

## История
В 1848 году в д. Горовастица Щучьенского прихода Щучьенской волости Осташковского уезда Тверской губернии был 21 двор. В 1859 году в ней уже в 28 дворах проживало 182 помещичьих крестьянина. После отмены крепостного права к 1889 г. численность населения увеличилась до 259 человек. Расстояние от деревни до ближайшей школы в селе Щучьем 5 верст.
В те времена деревня славилась изготовлением из сосновой драни так называемых «мостин», то есть корзин, которые везли на продажу в Осташков.
В 1930-е годы в д. Горовастица Щучьенского сельсовета Осташковского района Западной области (с 1935 года в Калининской области) организован колхоз «Победа», располагавший 1260 га земли. В колхозе работала кузница. Помимо сельхозработ крестьяне занимались древолесозаготовками. Перед войной в деревне было 37 хозяйств.
Во время войны в деревне действовал госпиталь, в который привозили раненых в сражении в Демьянском котле. Тогда же на полпути к Лукьянову возникло кладбище с братской могилой. С тех пор оно многократно увеличилось.
После войны в 1950 г. в деревне проживало 359 человек, в том числе много переселенцев из оккупированных районов. Через 18 лет к 1968 г. многие из них разъехались и население сократилось до 125 человек. А ещё через 2 десятка лет к 1989 г. в Горовастице осталось 44 человека в 24 хозяйствах. На 1.01.1998 г. проживало 29 человек в 18 домохозяйствах.